# Ervin Nyíregyházi

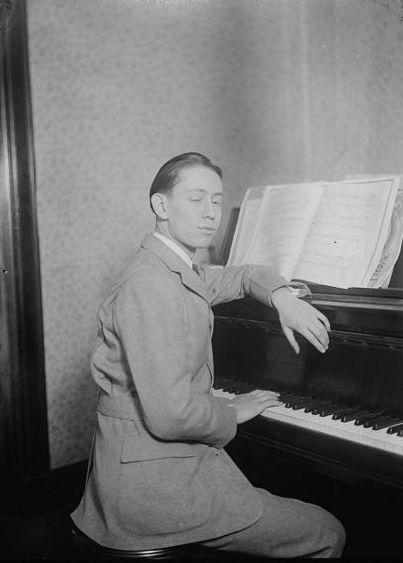
Ervin Nyíregyházi

Ervin Nyíregyházi (n. 19 ianuarie 1903, Budapesta — d. 13 aprilie 1987, Los Angeles) a fost un pianist și compozitor maghiar, naturalizat mai târziu american. Uneori numele său este scris Erwin (după scrierea germană) și "Nyiregyházi" sau "Nyiregyhazi" (lipsind una sau amândouă diacriticele). Părintele dodecafoniei, Arnold Schoenberg spunea despre el într-o scrisoare adresată lui Otto Klemperer ca este „reîncarnarea lui Liszt”. A fost un copil minune, la 6 ani cânta cu Filarmonica din Berlin sub bagheta lui Arthur Nikisch iar la opt ani a cântat pentru regina Angliei la Palatul Buckingham. Viața lui a fost la fel de complexă pe cât a fost și imaginația sa muzicală. A fost căsătorit de 10 ori, primul mariaj terminându-se foarte prost, soția sa incercând să-l înjunghie. Cu toate că s-a născut într-o familie înstărită, viața și-a trăit-o, mare parte din ea, într-o sărăcie lucie, ajungând să doarmă uneori în rețeaua subterană a metroului. Aproximativ 40 de ani nu a deținut nici un pian, cu toate acestea a continuat să cânte deseori în public.